# Chippis

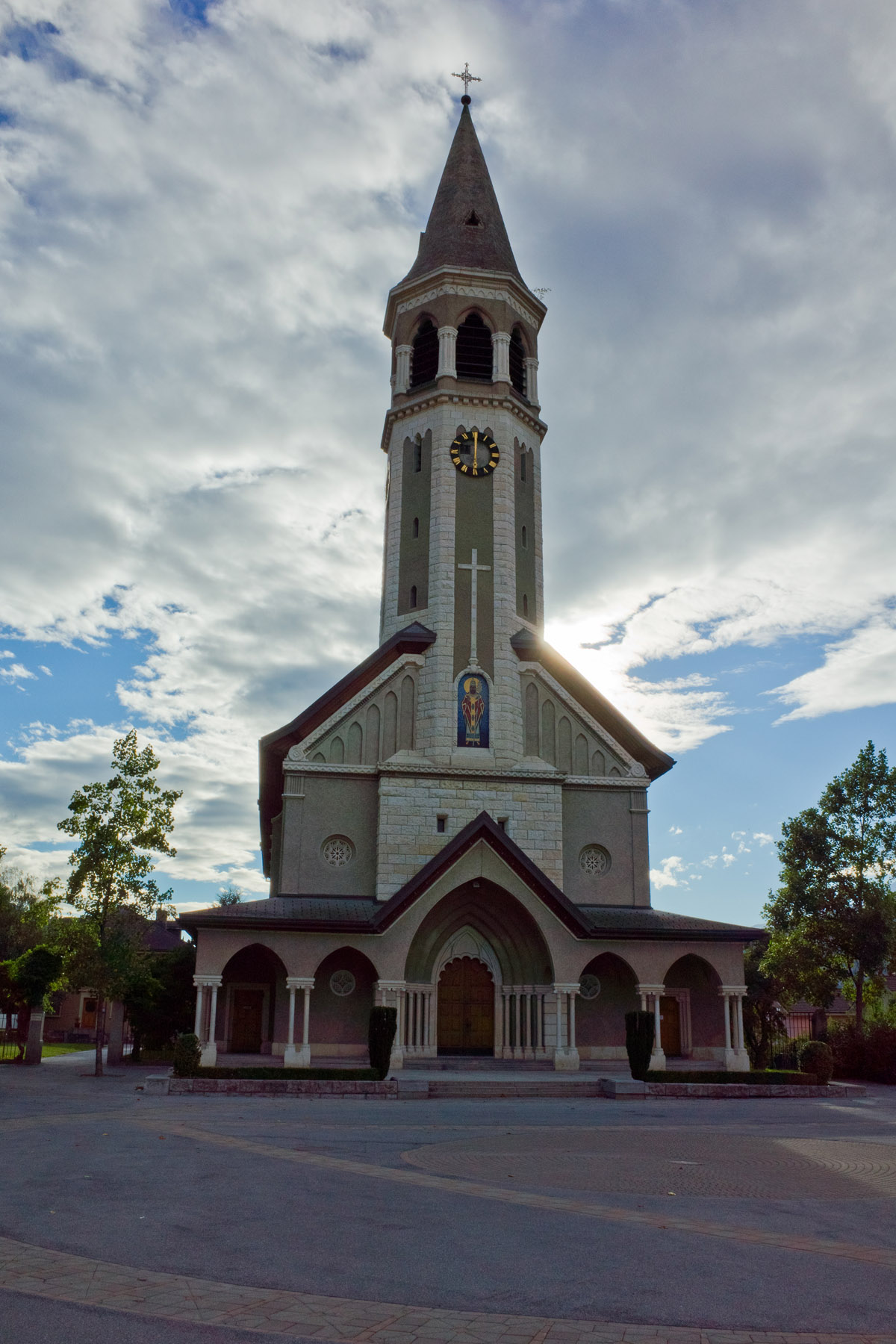
Kirche St-Urbain

Chippis (frankoprovenzalisch [tsi'pis], wonach früher deutsch Zippis) ist eine Munizipalgemeinde und eine Burgergemeinde im Bezirk Siders im französischsprachigen Teil des Schweizer Kantons Wallis. Zugleich bildet sie eine Pfarrgemeinde des Dekanats Siders.
Der Ort liegt am linken, südlichen Ufer der Rhone und wird vom Fluss Navisence von Süden her durchflossen, bevor dieser in der Rhone mündet. Der Bach teilt die Gemeinde auch in das westlich liegende Siedlungsgebiet und die am Ostufer liegende Industriezone mit der Alugiesserei auf.

## Bevölkerung
| Bevölkerungsentwicklung | Bevölkerungsentwicklung | Bevölkerungsentwicklung | Bevölkerungsentwicklung | Bevölkerungsentwicklung | Bevölkerungsentwicklung | Bevölkerungsentwicklung | Bevölkerungsentwicklung | Bevölkerungsentwicklung | Bevölkerungsentwicklung | Bevölkerungsentwicklung | Bevölkerungsentwicklung |
| ----------------------- | ----------------------- | ----------------------- | ----------------------- | ----------------------- | ----------------------- | ----------------------- | ----------------------- | ----------------------- | ----------------------- | ----------------------- | ----------------------- |
| Jahr                    | 1798                    | 1850                    | 1900                    | 1910                    | 1950                    | 1990                    | 2000                    | 2010                    | 2012                    | 2014                    | 2016                    |
| Einwohner               | 67                      | 166                     | 282                     | 887                     | 978                     | 1635                    | 1491                    | 1602                    | 1667                    | 1651                    | 1615                    |

## Geschichte
Nachdem alle Verhandlungen der Gewerkschaft mit der Direktion und der Vermittlungsversuch des Regierungsrates Maurice Troillet gescheitert waren, traten die 1700 Arbeiter der Aluminiumfabrik von Chippis am 17. Juni 1917 in den Streik. Bei gleichzeitigen Gewinnausschüttungen waren die Arbeitsbedingungen und Löhne in der Fabrik so schlecht, dass selbst die konservativen Zeitungen Gazette du Valais und Nouvelliste Valaisan die Forderungen der Arbeiter unterstützten.
Es leuchtete auch vielen Katholiken nicht ein, weshalb ein Unternehmen bei über 16 Millionen Franken Nettogewinn im Geschäftsjahr 1916 – damals ein schwindelerregender Betrag – sich gegen jede Lohnforderung seiner Beschäftigten verweigerte. Das Unternehmen bezahlte den Arbeitern im Januar 1917 einen durchschnittlichen Stundenlohn von 60 Rappen. Der niedrigste Stundenlohn lag bei 3 Rappen, der höchste Stundenlohn bei 97 Rappen.
Der Streik unter der Leitung des römisch-katholischen Priesters Abbé Pilloud der seit Mai 1916 an der Fabrik tätigen anti-sozialistischen Gewerkschaft Union des travailleurs catholiques dauerte 15 Tage. Die Direktion rief einen sogenannten Ordnungstruppeneinsatz der Schweizer Armee gegen die streikenden Arbeiter herbei. Die Armee zwang Männer zum Einsatz als Streikbrecher. Der einzige Erfolg des Streiks war die versuchsweise Einsetzung eines Arbeiterbeirats. 17 Streikenden wurde gekündigt. Ende Juni 1917 lief die Produktion wieder an.
Die christlichen Gewerkschaften im Kanton Wallis verloren durch den erfolglosen Arbeitskampf an Einfluss. Während des Zweiten Weltkriegs gab es 1942 einen Arbeitskonflikt, worauf die Armee Truppen auf Bereitschaft (Pikett) stellte. Nach den katastrophalen Folgen ihres Einsatzes 1932 in Genf verzichtete sie jedoch auf ein Ausrücken.

## Wirtschaft
Der grösste Arbeitgeber in Chippis ist der Aluminium-Konzern Novelis, der östlich des Flusses Navisence eine Aluminium-Giesserei betreibt. 
Die dort produzierten Aluminiumbarren werden in den Constellium-Werken in Siders (CH) und Singen (D) extrudiert.
In Chippis befand sich ein Lehrlingsausbildungszentrum der Firma. Dieses wird seit 2019 aber vom Kanton Wallis betrieben.

## Sehenswürdigkeiten
Südöstlich oberhalb von Chippis liegt die aus dem 11. oder 12. Jahrhundert stammende Ruine des Château Beauregard, die über einen Wanderweg erreicht werden kann.

Die Kirche St-Urbaine geht auf eine Kapelle aus dem Jahr 1278 zurück an deren Stelle 1868 eine Kirche gebaut wurde. Diese Kirche wurde durch verschiedene Erdbeben beschädigt und bereits in den 1920er Jahren durch die 1922 geweihte, im gotischen Stil gebaute neue Kirche ersetzt und musste 1966 abgebrochen werden. Die neue Kirche wurde durch das Walliser Erdbeben von 1946 beschädigt, wodurch das gotische Gewölbe einstürzte, das durch eine hölzerne Konstruktion ersetzt wurde.

## Persönlichkeiten
- Robert Dill-Bundi (1958–2024), Schweizer Radsportler

Luftbild von Werner Friedli von 1955